# Nikola Sarić
Nikola Sarić (Szarajevó, Jugoszlávia, 1991. január 6.) bosnyák származású dán labdarúgó, jelenleg a Liverpool FC tartalék csapatának csatára.